# 蘭貝里斯
蘭貝里斯（英語：Llanberis）是英國威爾斯地區的一座城鎮。蘭貝里斯這一地名取自於聖貝里斯，一位威爾斯早期基督教聖人。蘭貝里斯位於威爾斯最高峰斯諾登山的山腳下，是斯諾登尼亞地區戶外活動的中心城鎮之一。這裡的主要觀光景點還有斯諾登登山鐵路。